# Screen Actors Guild Life Achievement Award
Screen Actors Guild Life Achievement Award är ett pris som delas ut av Screen Actors Guild Awards till skådespelare för att hedra deras livsverk och insatser. Priset har delats ut sedan 1962 med undantag för 1964 och 1981.

## Pristagare
| - 1962: Eddie Cantor - 1963: Stan Laurel - 1964: Inget pris utdelades - 1965: Bob Hope - 1966: Barbara Stanwyck - 1967: William Gargan - 1968: James Stewart - 1969: Edward G. Robinson - 1970: Gregory Peck - 1971: Charlton Heston - 1972: Frank Sinatra - 1973: Martha Raye - 1974: Walter Pidgeon - 1975: Rosalind Russell - 1976: Pearl Bailey - 1977: James Cagney - 1978: Edgar Bergen - 1979: Katharine Hepburn - 1980: Leon Ames - 1981: Inget pris utdelades | - 1982: Danny Kaye - 1983: Ralph Bellamy - 1984: Iggie Wolfington - 1985: Paul Newman och Joanne Woodward - 1986: Nanette Fabray - 1987: Red Skelton - 1988: Gene Kelly - 1989: Jack Lemmon - 1990: Brock Peters - 1991: Burt Lancaster - 1992: Audrey Hepburn - 1993: Ricardo Montalban - 1994: George Burns - 1995: Robert Redford - 1996: Angela Lansbury - 1997: Elizabeth Taylor - 1998: Kirk Douglas - 1999: Sidney Poitier - 2000: Ossie Davis och Ruby Dee - 2001: Edward Asner | - 2002: Clint Eastwood - 2003: Karl Malden - 2004: James Garner - 2005: Shirley Temple - 2006: Julie Andrews - 2007: Charles Durning - 2008: James Earl Jones - 2009: Betty White - 2010: Ernest Borgnine - 2011: Mary Tyler Moore - 2012: Dick Van Dyke - 2013: Rita Moreno - 2014: Debbie Reynolds - 2015: Carol Burnett - 2016: Lily Tomlin - 2017: Morgan Freeman - 2018: Alan Alda - 2019: Robert De Niro - 2020: Inget pris utdelades - 2021: Helen Mirren | - 2022: Sally Field - 2023: Barbra Streisand |